# Estación (Canta)
Estación es una localidad peruana ubicada en el distrito de Canta, perteneciente a la provincia homónima del departamento de Lima, al centro oeste del Perú. 

## Ubicación
Estación se ubica al norte de la provincia de Canta, en el distrito de Canta, en el departamento de Lima.

## Demografía
En 2017 Estación tenía una población de 1 habitante y 6 viviendas.
| Gráfica de evolución demográfica de Estación entre 1993 y 2017 |
|                                                                |
| Fuentes: Población 1993 y 2017                                 |